# 真島俊夫
真島 俊夫（ましま としお、1949年2月21日 - 2016年4月21日）は、日本の作曲家・編曲家。吹奏楽のためのオリジナル、ジャズやポップスの作・編曲作品が多数。

## 人物・来歴
山形県鶴岡市出身。山形県立鶴岡南高等学校卒業（在学中は吹奏楽研究会に在籍）、神奈川大学工学部中退（在学中は吹奏楽部に在籍、パートはトロンボーン）。和声法と作・編曲法を兼田敏に師事。
全日本吹奏楽コンクール課題曲をはじめとする数多くの吹奏楽曲を作曲しているほか、二十数年以上にわたり「ニュー・サウンズ・イン・ブラス」にスコアを提供、代表的な編曲としては「宝島」「オーメンズ・オブ・ラブ」「チュニジアの夜」等、そして「ドラゴンクエスト」シリーズの全吹奏楽編曲を担当。吹奏楽界のジャズ・ポップスの啓蒙に努める。
2006年、フランスのリールで開催されたクー・ド・ヴァン国際交響吹奏楽作曲コンクールに於いて『鳳凰が舞う』がグランプリを受賞。
2008年8月、オリジナル作品のCD『真島俊夫作品集』がキングレコードより発売。
2013年2月3日より、シンフォニックジャズ&ポップスコンテストの大会総監督に就任。
2016年4月21日、がんのため逝去。67歳没。
21世紀の吹奏楽“響宴”元会員。

## 主な作品

### 作曲
| 曲名 | 委嘱団体・受賞経歴                                                                                         |
| --- | --- |
| 三つのジャポニスム I.鶴が舞う II.雪の川 III.祭り                                                                                | 東京佼成ウインドオーケストラ 委嘱作品                                                                      |
| 鳳凰が舞う～印象：京都、石庭、金閣寺～                                                                                          | クードヴァン国際交響吹奏楽作曲コンクール グランプリ受賞作品                                                |
| 富士山 ー北斎の版画に触発されて                                                                                                 | 相模原市民吹奏楽団委嘱作品                                                                                 |
| Rainbow Over The Sea | 「波の見える風景」原典 カワイ吹奏楽団委嘱作品 2018年5月4日、山形県立鶴岡南高等学校第53回定期演奏会にて初演 |
| 五つの沖縄民謡による組曲 ⅰ.てぃんさぐぬ花～いったーあんまーまーかいがー ⅱ.芭蕉布 ⅲ.安里屋ゆんた～谷茶前                         | 陸上自衛隊第一混成音楽隊 委嘱作品                                                                          |
| ニライカナイの海から | 神奈川大学吹奏楽部 委嘱作品                                                                                |
| 前奏曲「アプローズ」 | 神奈川大学吹奏楽部 全日本吹奏楽コンクール5年連続金賞受賞記念委嘱作品                                       |
| 虹は碧き山々へ | 伊賀シンフォニックアカデミー吹奏楽団 委嘱作品                                                              |
| 巴里の幻影 I.サンジェルマン II.メディシスの泉 III.サクレ クール                                                                 | 習志野ウィンド・オーケストラ 委嘱作品                                                                      |
| 太陽（ひ）は水平線に燃え上がる                                                                                                  | 熊本ウインドオーケストラ 委嘱作品                                                                          |
| ナヴァル・ブルー | 陸上自衛隊東部方面音楽隊 委嘱作品                                                                          |
| 勇者達の夢 | 陸上自衛隊東部方面音楽隊 委嘱作品                                                                          |
| 瞬間（）は煌めいて | 陸上自衛隊東部方面音楽隊 委嘱作品                                                                          |
| 美しき二つの翼 | NEC玉川吹奏楽団委嘱作品 吹奏楽版改訂 原曲はボサノバ曲                                                      |
| 三日月に架かるヤコブのはしご | 関西学院大学応援団総部吹奏楽部 創部40周年記念委嘱作品                                                      |
| さくらの花が咲く頃 | 佐倉市民音楽ホール 委嘱作品                                                                                |
| 交響詩「フォルモサ」 | 台湾国際音楽祭 委嘱作品                                                                                    |
| 吹奏楽の為の交響詩「美しき山の歌」                                                                                              | 松本市民吹奏楽団 委嘱作品                                                                                  |
| 吹奏楽のための讃歌「大いなる流れへ」                                                                                            | 第18回国民文化祭やまがた2003｢吹奏楽の祭典｣創作曲                                                           |
| 宮崎県民謡による交響的二章 I.子守り歌 II.地つき歌                                                                               | |
| 百済伝説による交響組曲「神門物語」 I.百済国の繁栄と黄昏 II.氷上郷の山々と祭り III.百済王一族を守る戦い IV.おさらば 平和への賛歌 | 宮崎市民吹奏楽団 委嘱作品                                                                                  |
| 「いろはくどき」による変奏曲 宮崎県佐土原町民謡「いろは口説き」の主題による3つの変奏曲                                          | 宮崎市民吹奏楽団 委嘱作品                                                                                  |
| バンドの為の交響曲「大淀川」 | 宮崎市民吹奏楽団 委嘱作品                                                                                  |
| 交響的舞曲 米良地つき唄 | 宮崎市民吹奏楽団 委嘱作品                                                                                  |
| ちにれちにれの主題による吹奏楽の為の交響詩                                                                                      | 宮崎市民吹奏楽団 委嘱作品                                                                                  |
| 祝典前奏曲 | 宮崎市民吹奏楽団 委嘱作品                                                                                  |
| よさこい〜よさこい節の主題による幻想曲〜                                                                                        | 高知県立高知西高等学校吹奏楽部委嘱作品                                                                     |
| ルネッサンス-復興- ～大震災への鎮魂歌、そして復興への讃歌～                                                                     | 神戸シンフォニックバンド 委嘱作品                                                                          |
| 輝け青春 (March Spirit) | 日本マーチングバンド指導者協会 30周年記念委嘱作品                                                          |
| "地球" －美しき惑星－ | 東京佼成ウインドオーケストラ委嘱作品                                                                       |
| オデッセイ －永遠の瞬間へ－（とわのときへ）                                                                                     | 陸上自衛隊中央音楽隊 委嘱作品 第41回JBA下谷賞                                                              |
| バーズ －アルト・サクソフォンと吹奏楽のための協奏曲－ I.スワロー II.シーガル III.フェニックス                                   | サキソフォーン奏者 須川展也の委嘱作品                                                                      |
| マリンバとバンドための「睡蓮の花」 I.Garden -庭園- II.Pond in the Night -夜の池- III.Bloom -開花-                               | マリンバ奏者 布谷史人の委嘱作品                                                                            |
| 大樹の歌 －ブラジルと日本の友好の年輪へ～マリンバとバンドの為の協奏曲－ I.航海 II.郷愁 III.結実の祭り                           | 日本とブラジルの友好100周年記念作品 マリンバ奏者 名倉誠人のために作曲                                      |
| Dreams Unlimited -限りなき夢-                                                                                                   | 尚美ミュージックカレッジ専門学校 創立90周年委嘱作品                                                        |
| レント・ラメントーソ －すべての涙のなかに、希望がある（ボーヴォワール）－                                                       | グラールウインドオーケストラ 委嘱作品 第47回下谷奨励賞                                                     |
| ウインドジャマー | 横浜市立桜丘高等学校吹奏楽部 創部50周年記念委嘱作品                                                        |
| 大いなる流れへ 吹奏楽のための賛歌                                                                                               | 山形県国民文化祭 記念曲                                                                                    |
| A Festival Prelude ー for"Chuo University Symphonic Band"ー                                                                     | 中央大学学友会文化連盟音楽研究会吹奏楽部 創部70周年記念委嘱作品                                            |
| 新しい主題と古典的主題による対比と変奏                                                                                          | 大阪大学吹奏楽団 委嘱作品                                                                                  |
| Opening'77 | 三鷹市吹奏楽団 委嘱作品                                                                                    |
| 組曲「八王子」 | 八王子市民吹奏楽団 創立50周年記念委嘱作品                                                                  |
| ミラージュI | |
| ミラージュII | ギャルド・レピュブリケーヌ吹奏楽団 委嘱作品                                                                |
| ミラージュIII I.Tune Up II.Something Blue III.After Hour                                                                        | 第6回 21世紀の吹奏楽“響宴”委嘱作品                                                                         |
| ミラージュIV | 海上自衛隊東京音楽隊 委嘱作品                                                                              |
| ミラージュV（サンク） | 真岡ウインドオーケストラ委嘱作品                                                                           |
| グラデュエーション・デイ・マーチ                                                                                                | |
| コンサート・マーチ「ストレート・ロード」                                                                                        | 「新・吹奏楽指導全集」に添付                                                                               |
| コンサート・マーチ「Number 1」                                                                                                  | 大阪府立淀川工科高等学校 創立40周年記念委嘱作品                                                            |
| コンサート・マーチ「東風 -こち-」                                                                                               | 鶴岡東高等学校吹奏楽部 委嘱作品                                                                            |
| コンサート・マーチ「メモリアル・マーチ2002」                                                                                    | 鯖江市吹奏楽フェスティバル 記念曲                                                                          |
| ニューイヤーマーチ | バンドジャーナル 2010年1月号 別冊付録                                                                      |
| Sweet 水都 Osaka | |
| メモリアルマーチ2002 | |
| ベイ・ブリーズ | ニュー・サウンズ・イン・ブラス第20集記念曲                                                                 |
| サンバ・エキスプレス | |
| ジェラート・コン・カフェ | 第4回 21世紀の吹奏楽“響宴” 委嘱作品                                                                        |
| ウェルカム | |
| 哀愁のセントラル・パーク | |
| 夢 －岩井直溥先生のために－ | |
| Caribbean Sundance | 第3回SJ&Pコンテスト 課題曲                                                                                 |
| Breezin' | 第4回SJ&Pコンテスト 課題曲                                                                                 |
| Indigo Cloud | 京都大学吹奏楽団 第30回サマーコンサート記念委嘱作品 第5回SJ&Pコンテスト 課題曲                             |
| 勝利に進め | 神奈川大学 第三応援歌                                                                                      |
| 青春のステップ | |
| トリロジー第3曲 誠実 ～サンセリテ～                                                                                             | |
| 紺き空へ、碧き海へ | |
| The Opener | 上尾市民吹奏楽団 創立30周年記念委嘱作品                                                                    |
| 吹奏楽のための音詩 漣の島 | |
| 月山 ー白き山ー | |
| 最上川舟歌による交響的楽章 | 酒田吹奏楽団創立20周年記念委嘱作品                                                                         |
| イスラ・デ・ピノス | 横浜市民吹奏楽団50周年記念委嘱作品                                                                         |
| 「しまなみ」～吹奏楽のための組曲～ I.瀬戸内の漣 II.しまなみ海道                                                                 | 今治市民吹奏楽団委嘱作品                                                                                   |
| キャフェ・サンジェルマン[サクソフォン4重奏]                                                                                     | |
| La Seine（ラ・セーヌ）[サクソフォーン8重奏][木管混成８重奏]                                                                     | |
| ジャスト・スパークリング・タイム [金管８重奏]                                                                                   | |
| ホルン・アンサンブルのための3つのエピソード [ホルン八重奏]                                                                      | |
| Reflet De Couleurs - 流れる色 [オーボエ４重奏][クラリネット４重奏]                                                              | |
| Aegean Gentle Breeze（エーゲ海の風） [木管５重奏]                                                                               | |
| 二つのフルートとピアノのための「紅」 [フルート・ピアノ]                                                                         | |

#### 全日本吹奏楽コンクール課題曲
| 年度 | 曲名                                                         | 備考                   | 課題曲番号 |
| ---- | ------------------------------------------------------------ | ---------------------- | ---------- |
| 1985 | 吹奏楽のための交響詩「波の見える風景」                       | 1988年に改訂新版を出版 | B          |
| 1991 | コーラル・ブルー～沖縄民謡「谷茶前」の主題による交響的印象～ |                        | B          |
| 1997 | 五月の風                                                     |                        | III        |

### 編曲
| 曲名                                                           | 作曲者                                                                 |
| -------------------------------------------------------------- | ---------------------------------------------------------------------- |
| 宝島                                                           | 和泉宏隆                                                               |
| オーメンズ・オブ・ラブ                                         | 和泉宏隆                                                               |
| トワイライト・イン・アッパー・ウエスト                         | 和泉宏隆                                                               |
| チュニジアの夜                                                 | D.ガレスピー、F. パパレリ                                              |
| スペイン                                                       | チック・コリア                                                         |
| オープニング'77                                                | チック・コリア                                                         |
| 黒いオルフェ                                                   | ルイス・ボンファ                                                       |
| サマー・タイム                                                 | G. ガーシュウィン                                                      |
| モリコーネ・パラダイス                                         | エンニオ・モリコーネ                                                   |
| ラプソディー・イン・ブルー                                     | G. ガーシュウィン                                                      |
| 我が心のジョージア                                             | ホーギー・カーマイケル                                                 |
| スターダスト                                                   | ホーギー・カーマイケル                                                 |
| SOUSA'S HOLIDAY「星条旗よ永遠なれ」                            | J. P. スーザ                                                           |
| SOUSA'S HOLIDAY「雷神」                                        | J. P. スーザ                                                           |
| 喜びの島                                                       | C. ドビュッシー                                                        |
| 交響組曲「シェエラザード」より                                 | リムスキー＝コルサコフ                                                 |
| 歌劇「サムソンとデリラ」より バッカナール                      | C. サン＝サーンス                                                      |
| 序奏とロンド・カプリチオーソ                                   | C. サン＝サーンス                                                      |
| 不滅のベートーヴェン                                           | L. V. ベートーヴェン                                                   |
| 「シェルブールの雨傘」によるジャズの歴史                       | M. ルグラン                                                            |
| トランペットとバンドのための「アイ・リメンバー・クリフォード」 | ベニー・ゴルソン                                                       |
| イスパニア・カーニ 〜3本のトランペットとバンドのための〜       | P. マルキナ                                                            |
| バレエ音楽「ダフニスとクロエ」第2組曲                          | ラヴェル                                                               |
| 亡き王女のためのパヴァーヌ                                     | M. ラヴェル                                                            |
| セプテンバー                                                   | M.ホワイト、A.マッキー、A.ウィルス                                     |
| 真珠の首飾り                                                   | グレン・ミラー                                                         |
| トリステーザ                                                   | ハロルド・ロボ                                                         |
| マンテカ                                                       | D.ガレスピー、L.ポゾ                                                   |
| The Midnight Sun Will Never Set                                | クインシー・ジョーンズ、アンリ・ガブリエル・サルバドル                 |
| I'm Getting Sentimental Over You                               | ビル・エヴァンス                                                       |
| Can You Celebrate?                                             | 小室哲哉                                                               |
| 君の瞳に恋してる                                               | フランキー・ヴァリのシングル 作詞・作曲:ボブ・クルー、ボブ・ゴーディオ |
| キャラバン                                                     | デューク・エリントン                                                   |
| キャラバンの到着                                               | M. ルグラン                                                            |
| スパイ大作戦のテーマ -ミッション:インポッシブル-               | L. シフリン                                                            |
| 映画「ミュージック・オブ・ハート」より                         | ウォーレン                                                             |
| Happy Birthday to You                                          | Patty & Mildred Hill                                                   |
| キューバ序曲                                                   | G. ガーシュウィン                                                      |
| Csárdás - Marimba Solo with Band                               | V. モンティ                                                            |
| 酒とバラの日々                                                 | H.マンシーニ                                                           |
| ひまわり                                                       | H.マンシーニ                                                           |
| ベイシー・ストレイト・アヘッド                                 | サミー・ネスティコ                                                     |
| メモリーズ・オブ・ユー                                         | ユービー・ブレイク                                                     |
| さらばジャマイカ                                               | ハリー・ベラフォンテ                                                   |
| 聖者の行進                                                     | アメリカ民謡                                                           |
| この道                                                         | 山田耕筰                                                               |
| 雪の降る街を                                                   | 中田喜直                                                               |
| てぃんさぐぬ花                                                 | 沖縄民謡                                                               |
| 岐阜県民の歌【吹奏楽版】                                       | 服部正                                                                 |

#### メドレー曲
| 曲名                                        | 作曲者           | メドレー収録曲（備考） |
| ------------------------------------------- | ---------------- | --- |
| カーペンターズ・フォーエバー                | カーペンターズ   | シング〜愛のプレリュード〜トップ・オブ・ザ・ワールド〜遥かなる影〜スーパースター〜ふたりの誓い |
| ジブリ・メドレー                            | 久石譲           | 鳥の人〜海の見える街〜あの夏へ〜ナウシカ・レクイエム〜君をのせて〜ゲド戦記 |
| 美空ひばりの思い出                          |                  | 港町十三番地〜ひばりのマドロスさん〜悲しき口笛〜悲しい酒〜リンゴ追分〜川の流れのように |
| あの日聞いた歌                              |                  | 故郷〜浜辺の歌〜椰子の実〜赤とんぼ〜春の小川〜花 |
| ディズニー・メドレーIII                     |                  | 星に願いを〜4月の雨〜右から2番目の星〜ベラ・ノッテ〜いつか夢で〜くまのプーさん〜お砂糖ひとさじで |
| ウォルト・ディズニー・ソングブック          |                  | |
| スターウォーズ 〜コンサート・セレクション〜 | J.ウィリアムス   | メインテーマ〜ダース・ベーダー・マーチ〜レイア姫のテーマ〜ヨーダのテーマ〜玉座の間〜エンドタイトル |
| 吹奏楽による「ドラゴンクエスト」            | すぎやまこういち | 2010年から2015年まで約5年にわたり取り組んだゲーム音楽の吹奏楽編曲であり、ロトシリーズ、天空シリーズ、「VII エデンの戦士たち」、「VIII 空と海と大地と呪われし姫君」、「IX 星空の守り人」を吹奏楽曲に編曲したもの。ロケットミュージックからI・II・III・IV（I～IXまで）が楽譜として販売されている。 |

### ドラマ
- 月曜ドラマスペシャル
  - 婦人捜査官 小森友子「少女Aの犯罪」（1998年）

### その他
- 神大マーチ（神奈川大学校歌）
- 作新学院歌メドレー（作新学院高等学校）
- 山形県立鶴岡南高等学校校歌
- 鶴岡市立鶴岡第四中学校校歌
- 鶴岡市立新朝暘第四小学校校歌
- 島根県立出雲高等学校校歌（編曲）
- 川崎市立御幸中学校校歌（編曲）

## その他

### 追悼プログラム
- 2016年4月24日に放送された『題名のない音楽会』にて、真島の死去が報じられた。
- 2016年5月15日に放送された『吹奏楽のひびき』にて、追悼番組が放送された。